# 배트맨: 킬링 조크 (영화)
《배트맨: 킬링 조크》(영어: Batman: The Killing Joke)는 배트맨과 조커를 소재로 한 2016년 비디오 영화이다. 앨런 무어와 브라이언 볼런드의 동명의 1988년 오리지널 그래픽노블을 원작으로, 샘 류가 연출하고 브라이언 아자렐로가 각본을 썼다. 케빈 콘로이가 배트맨, 마크 해밀이 조커 역으로 복귀하며, 타라 스트롱이 바버라 고든, 레이 와이즈가 제임스 고든 역을 맡는다.

## 출연진
- 케빈 콘로이 - 브루스 웨인 / 배트맨
- 마크 해밀 - 조커
- 타라 스트롱 - 바버라 고든 / 배트걸
- 레이 와이즈 - 제임스 고든
- 존 디마지오
- 로빈 앳킨 다운스
- 브라이언 조지
- JP 카를리아크
- 앤드루 기시노
- 놀런 노스
- 모리 스털링
- 프레드 태터쇼어
- 카리 월그렌
- 릭 D. 와서먼